# Comté de Martin (Minnesota)
Pour les articles homonymes, voir Comté de Martin.
Le comté de Martin est situé dans l’État du Minnesota, aux États-Unis. Il comptait 21 802 habitants en 2000. Son siège est Fairmont.